# Espostoa lanata
Espostoa lanata är en kaktusväxtart som först beskrevs av Carl Sigismund Kunth, och fick sitt nu gällande namn av Nathaniel Lord Britton och Joseph Nelson Rose. Espostoa lanata ingår i släktet Espostoa och familjen kaktusväxter.

## Underarter
Arten delas in i följande underarter:
- E. l. huanucoensis
- E. l. lanata
- E. l. lanianuligera
- E. l. ruficeps

## Bildgalleri

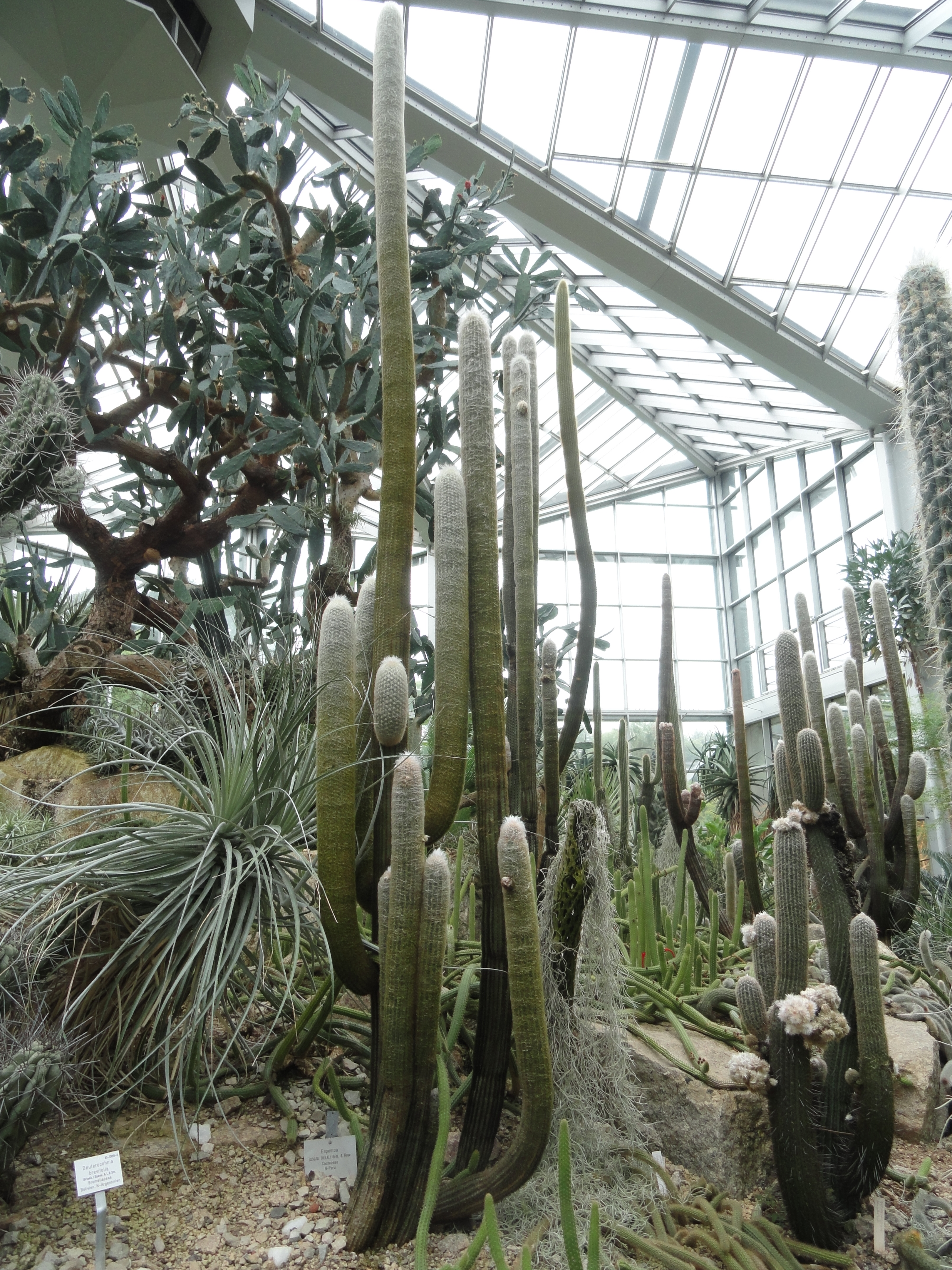
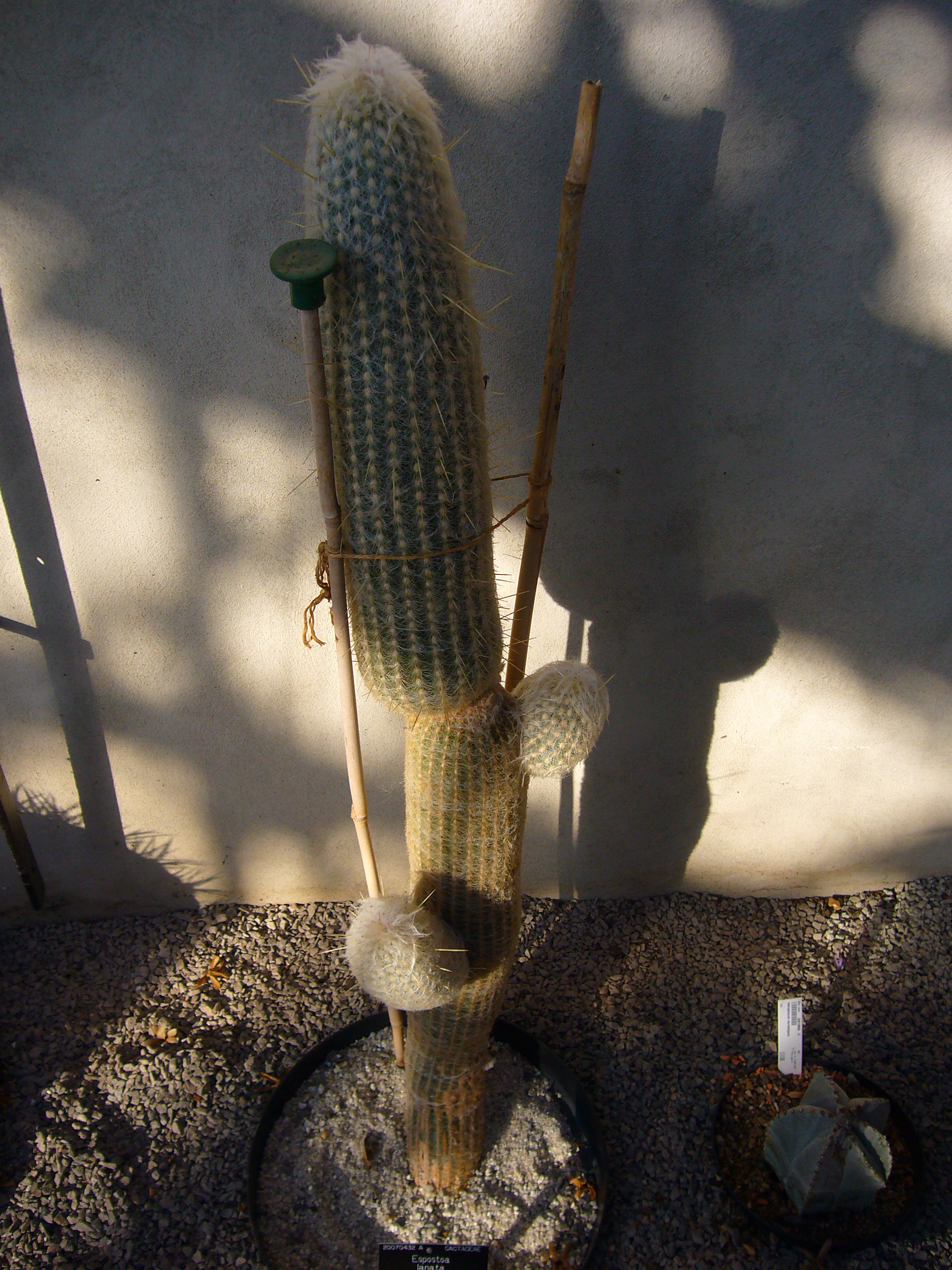
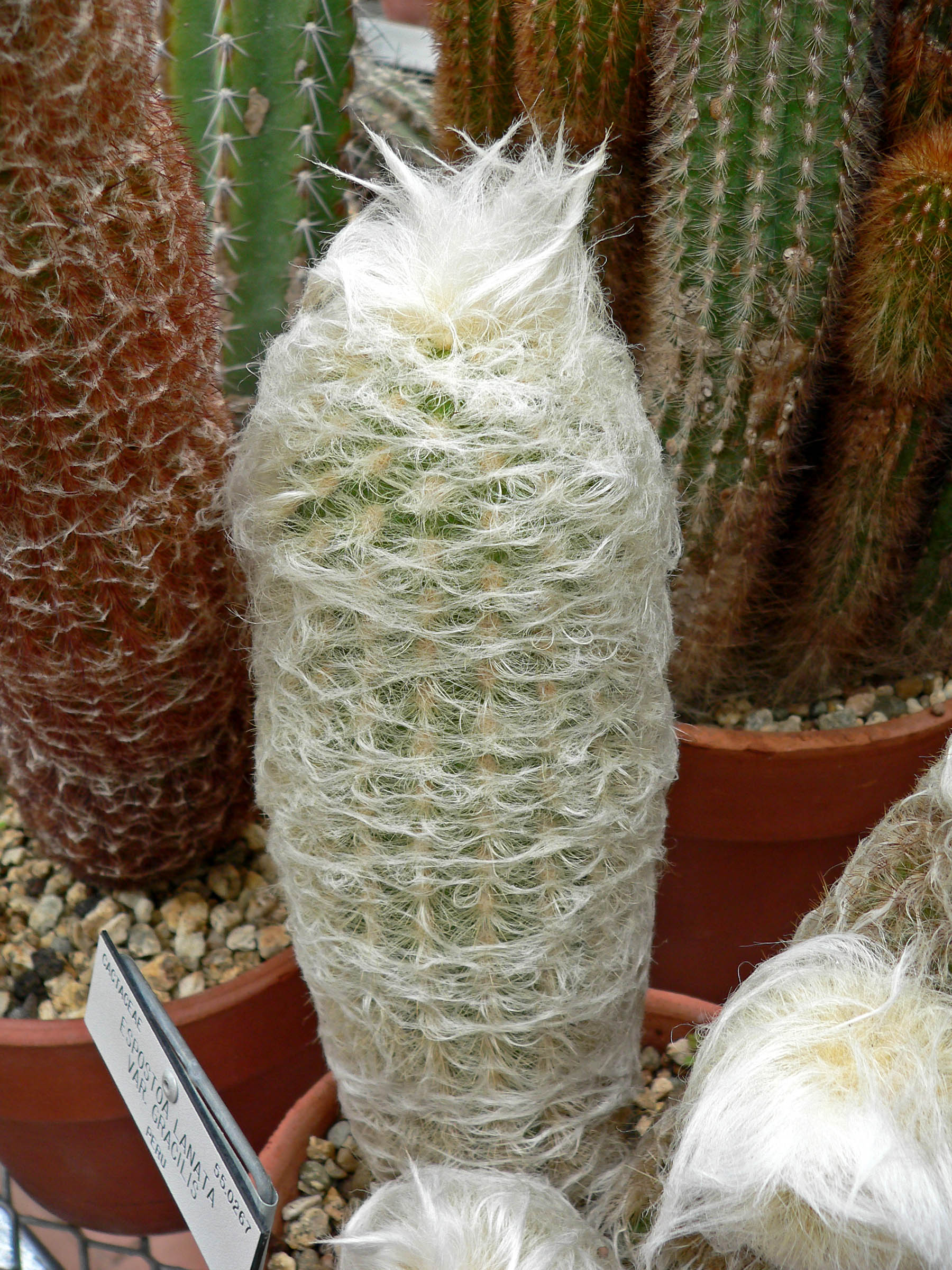
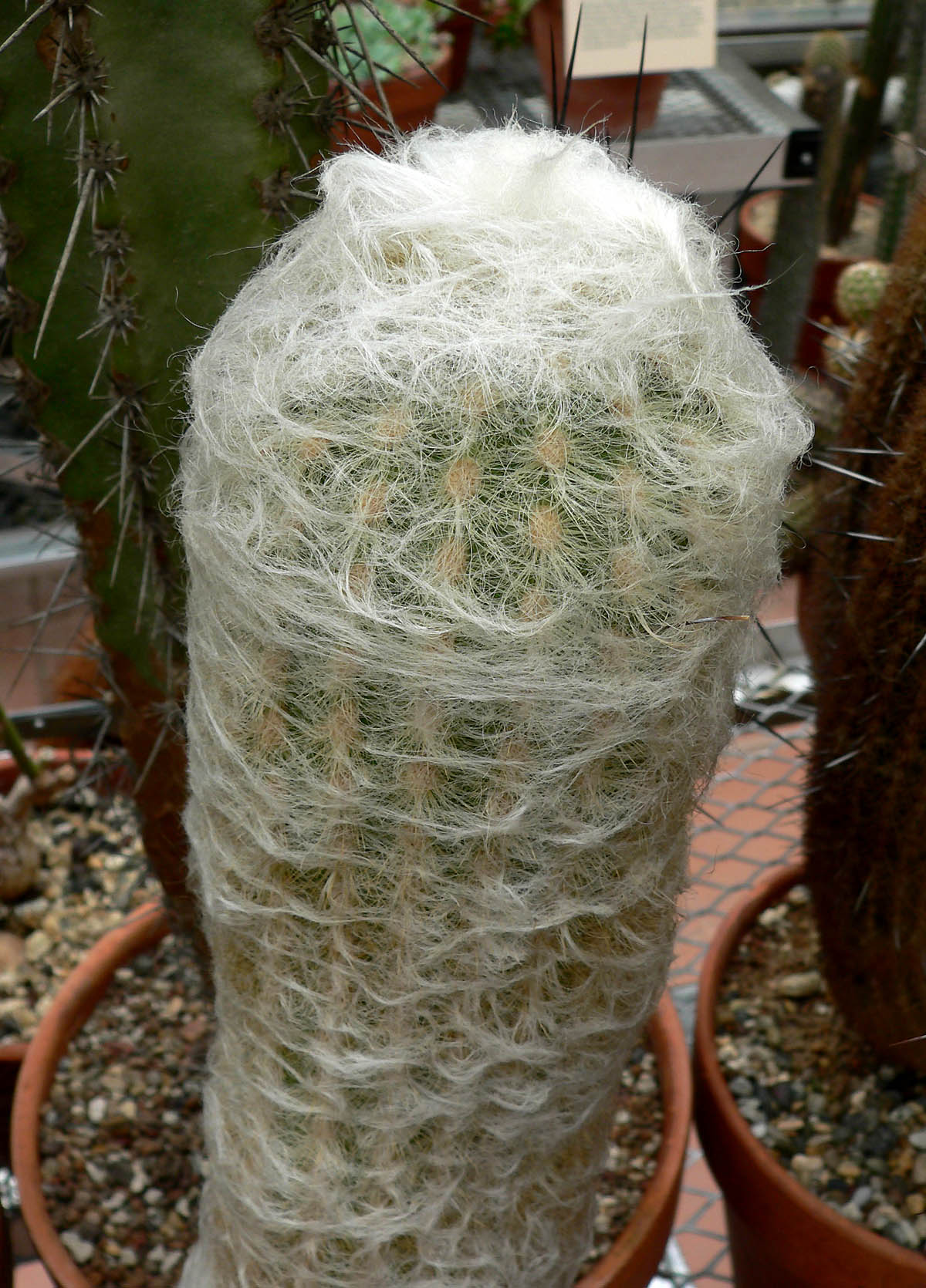
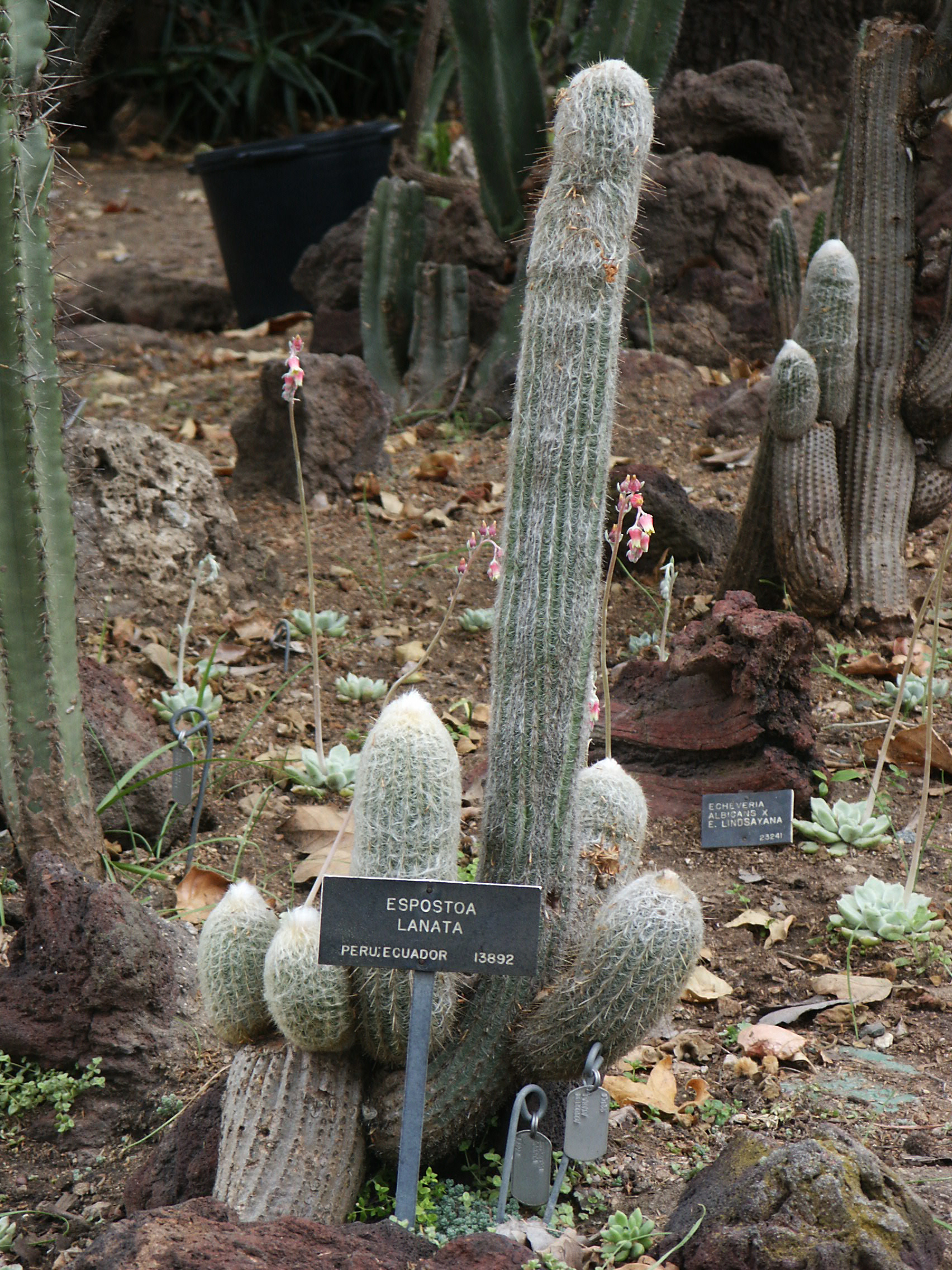
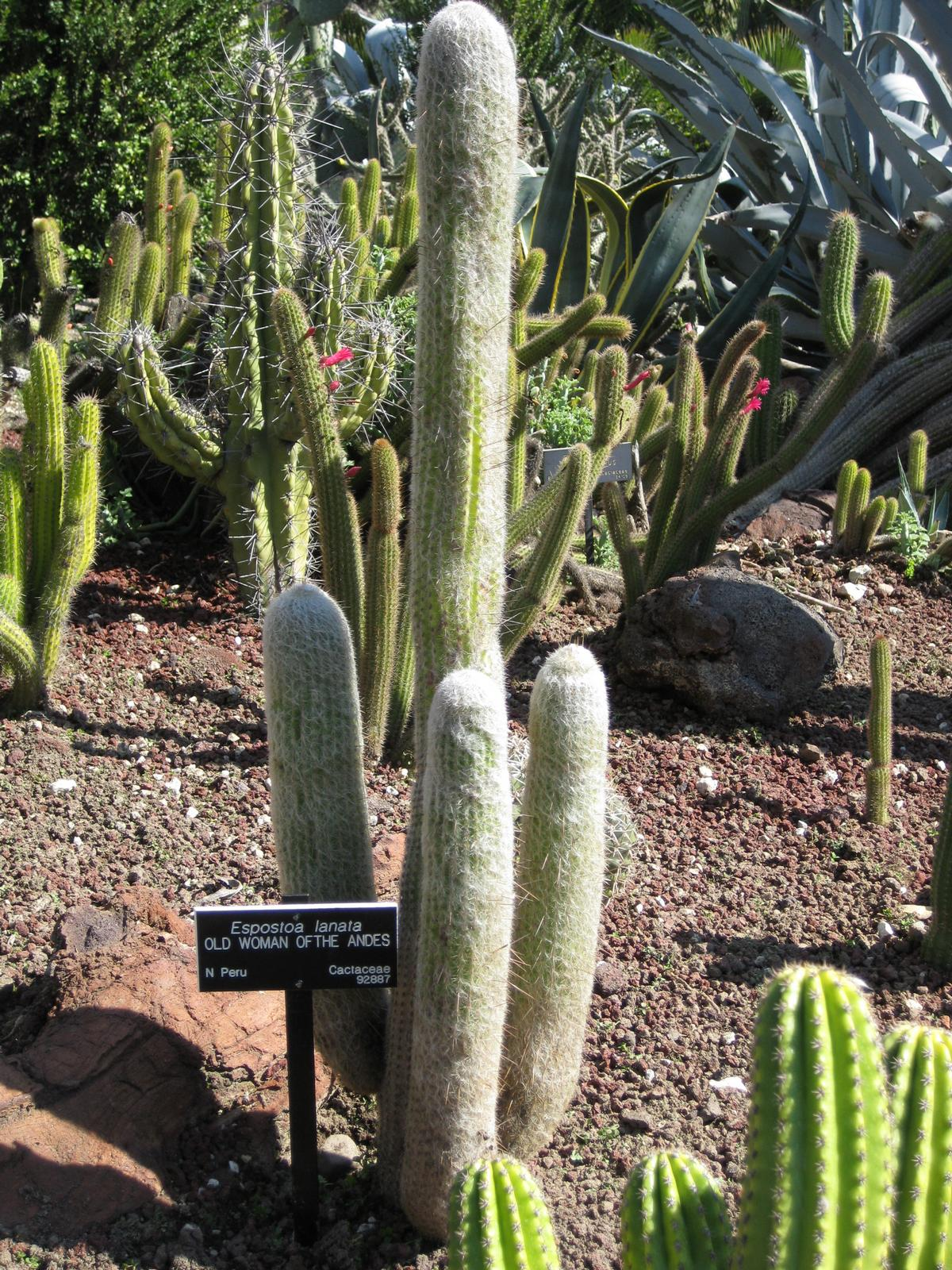